# HFC EDO in het seizoen 1961/62
Het seizoen 1961/1962 was het achtste jaar in het bestaan van de Haarlemse betaaldvoetbalclub EDO. De club kwam uit in de Tweede divisie en eindigde daarin op de vijfde plaats. Tevens deed de club mee aan het toernooi om de KNVB beker, hierin werd in de eerste ronde verloren van UVS (0–2).

## Wedstrijdstatistieken

### Tweede divisie
|       | Baronie | De Graafschap | Helmondia '55 | LONGA | N.E.C. | Oldenzaal | PEC   | RCH   | Roda Sport | Tubantia | UVS   | Velox | Zwartemeer | Zwolsche Boys |
| ----- | ------- | ------------- | ------------- | ----- | ------ | --------- | ----- | ----- | ---------- | -------- | ----- | ----- | ---------- | ------------- |
| Thuis | 2 – 3   | 0 – 0         | 0 – 0         | 5 – 4 | 3 – 1  | 0 – 0     | 3 – 0 | 4 – 1 | 3 – 3      | 0 – 1    | 2 – 0 | 2 – 2 | 0 – 0      | 1 – 0         |
| Uit   | 2 – 2   | 2 – 0         | 3 – 2         | 0 – 2 | 4 – 0  | 0 – 2     | 3 – 2 | 3 – 3 | 1 – 2      | 6 – 0    | 0 – 1 | 1 – 1 | 3 – 0      | 1 – 2         |

### KNVB beker
| 1e ronde                                    | UVS                                     | 2 – 0 (1 – 0) | EDO |
| 21 oktober 1961 Plaats: Leiden Kikkerpolder | Wim van Kampen 30' Koos van Weerlee 48' |               |     |

## Statistieken EDO 1961/1962

### Eindstand EDO in de Nederlandse Tweede divisie 1961 / 1962
| Stand | Gespeeld | Gewonnen | Gelijk | Verloren | Punten | Doelpunten voor | Doelpunten tegen |
| ----- | -------- | -------- | ------ | -------- | ------ | --------------- | ---------------- |
| 5e    | 28       | 11       | 9      | 8        | 31     | 44              | 44               |

### Topscorers
| #      | Naam                | Goal |
| ------ | ------------------- | ---- |
| 1.     | Doby Peters         | 15   |
| 2.     | Ton Breeuwer        | 10   |
| 3.     | H. van Beekum       | 4    |
| 4.     | Ferry Kock          | 3    |
| 4.     | Niemeyer            | 3    |
| 6.     | Henk Leonardt       | 2    |
| 6.     | Frits van de Putten | 2    |
| 6.     | Van der Smissen     | 2    |
| 6.     | Hans Spiers         | 2    |
| 10.    | E. Nijman           | 1    |
| Totaal | Totaal              | 44   |

| #      | Naam        | Goal |
| ------ | ----------- | ---- |
| –      | Geen speler | 0    |
| Totaal | Totaal      | 0    |

## Voetnoten
Baronie · EDO · De Graafschap · Helmondia '55 · LONGA · N.E.C. · Oldenzaal · PEC · RCH · Roda Sport · Tubantia · UVS · Velox · Zwartemeer · Zwolsche Boys